# Dieburger Siegel

## Städtische Siegel
Die beiden ältesten noch erhaltenen Siegel der Stadt Dieburg stammen aus den Jahren 1421 und 1538. Schon dieses Siegel zeigte Martin von Tours, was sich auf die enge Beziehung Dienburgs mit Kurmainz zurückführen lässt. Kurmainz verehrte Martin von Tours als Patron. Die Farbgebung dieser Siegel ist jedoch unbekannt. Ein Siegel aus dem 17. Jahrhundert verwendete ebenfalls Martin von Tours als Siegelsymbol. Im 18. Jahrhundert verwendete Dieburg allerdings ein anders geartetes Siegel. Man nutzte als Siegelbild nur ein einfaches D für Dieburg. Dieses D wurde Anfang des 20. Jahrhunderts auch auf der Wetterfahne des Rathauses über der Gaasbecksuhr gezeigt.

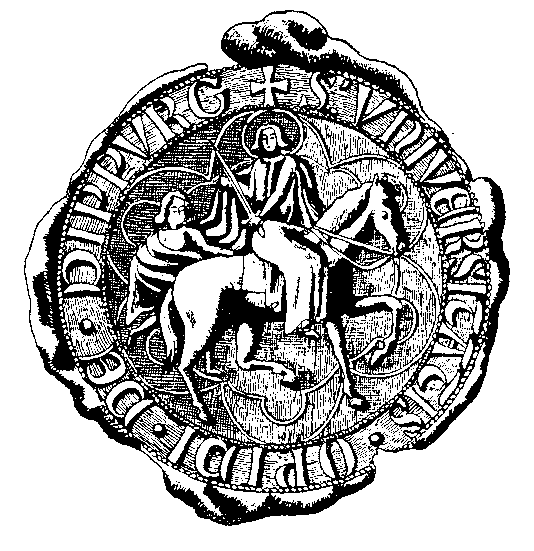
Dies ist das älteste Dieburger Siegel. Es stammt aus der gotischen Zeit. Die Umschrift lautet S. (sigillum) universitatis opidi Dippurg d. h. Siegel der Bürgerschaft der Stadt Dieburg. Es ist angehängt an 2 Urkunden, die aus den Jahren 1421 und 1538 stammen und im Pfarrarchiv aufbewahrt werden. Die Farbgebung ist unbekannt.
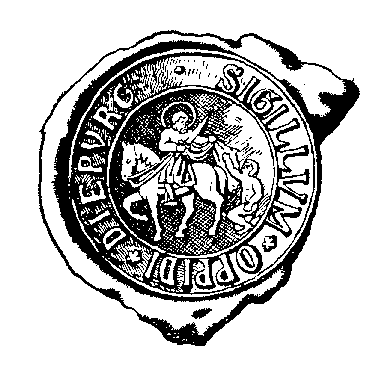
Ein kleineres Stadtsiegel der Stadt Dieburg, das nur 35 mm Durchmesser hat. Es zeigt Martin von Tours. Die Umschrift heißt: Sigillum oppidi Diepurg d. h. Siegel der Stadt Dieburg. Dieses Siegel findet sich auf Urkunden des 17. Jahrhunderts.
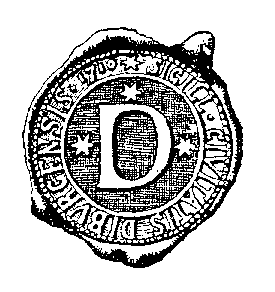
Dieses Siegel der Stadt Dieburg ist anders geartet als die beiden älteren. Es wurde im 18. Jahrhundert verwendet. Es zeigt nur ein einfaches D, den Anfangsbuchstaben der Stadt, umgeben von drei sechszackigen Sternen. Das hier auftretende D war auch in die Wetterfahne der Stadt eingeschnitten. Die Umschrift lautet: Sigill. civatis Dieburgensis 1710.

## Staatliche Siegel Dieburger Behörden
Das Amt Dieburg führte wie alle Kurmainzer Behörden im 18. Jahrhundert das Mainzer Rad unter dem Kurhut. Einige Siegel aus dieser Zeit zeigen ein Verschmelzung des Dieburger D mit dem Mainzer Rad, was auf eine enge Beziehung Dieburgs mit Kurmainz hindeutet.

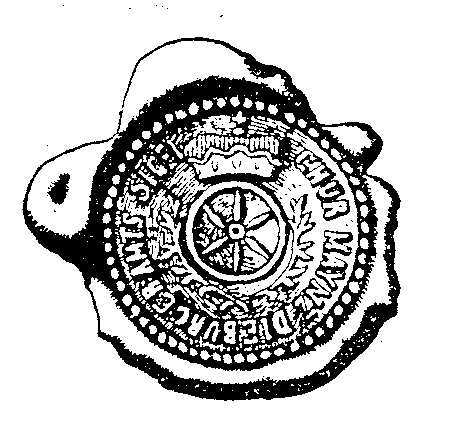
Die Inschrift lautet: Chur Mannz Dieburger Amts Siegel. Es stammt aus dem 18. Jahrhundert.
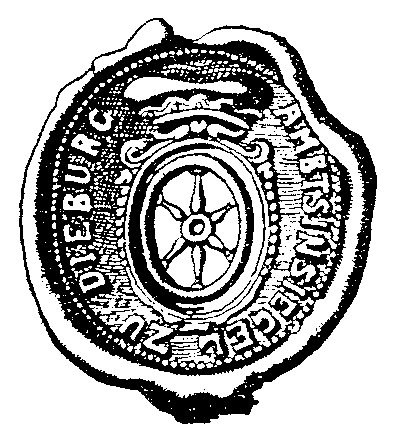
Das Siegel vom Amt Dieburg führte, wie alle Kurmainzer Behörden, ein rotes Rad in silbernem Feld. Über dem Rad wird ein ovaler Kurhut gezeigt. Die Inschrift lautet: Chur Mannz Dieburger Amts Siegel. Es stammt aus dem 18. Jahrhundert. Es wird von dem Amtskeller Franz Jakob Merkel auf einem Verpachtungsprotokoll vom 1. September 1762 benutzt.
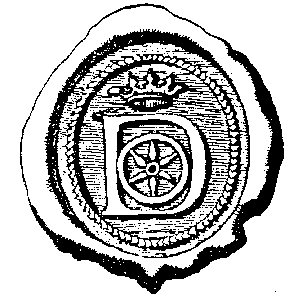
Dieses Dieburger Siegel ist eine Verschmelzung des Orts- und Landeswappen, des Mainzer Rads und des Dieburger D, das von einer fünfzackigen Krone überragt wird. Warum nur eine Adelskrone als Schildzier gewählt wurde, ist unbekannt. Dieses Siegel wird gebraucht in einer Urkunde vom Jahre 1783, die vom Amtsvogt J. Schwarz unterzeichnet ist. Es ist ohne Umschrift.
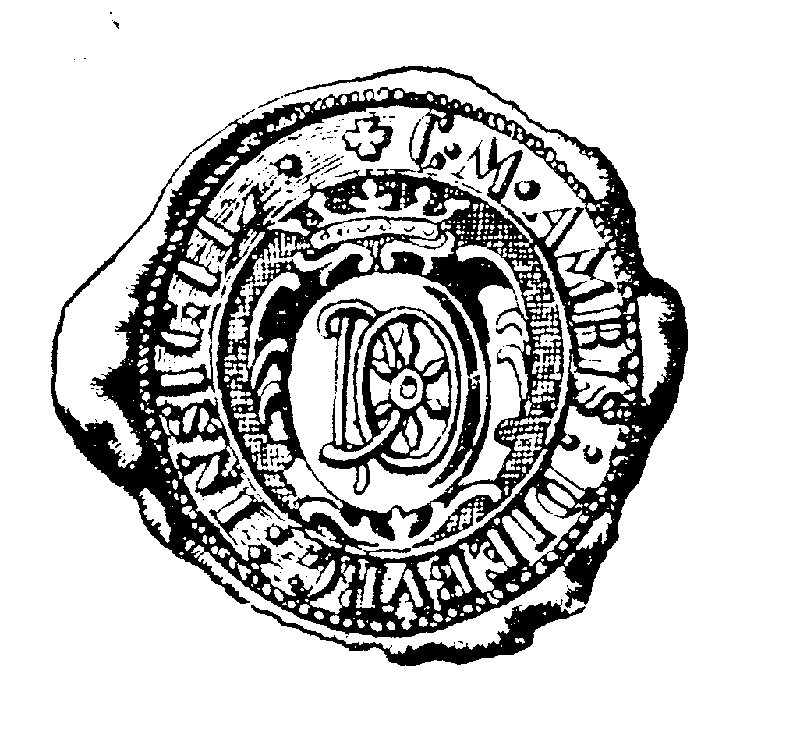
Dieses Dieburger Siegel zeigt das Dieburger D, dass in die Speichen des Mainzer Rades greift. Die Umschrift lautet: C. (Churfürstlich) M. (Mainzischen) Ambts Dieburg Insigil. Es findet sich auf Urkunden des 18. Jahrhunderts.
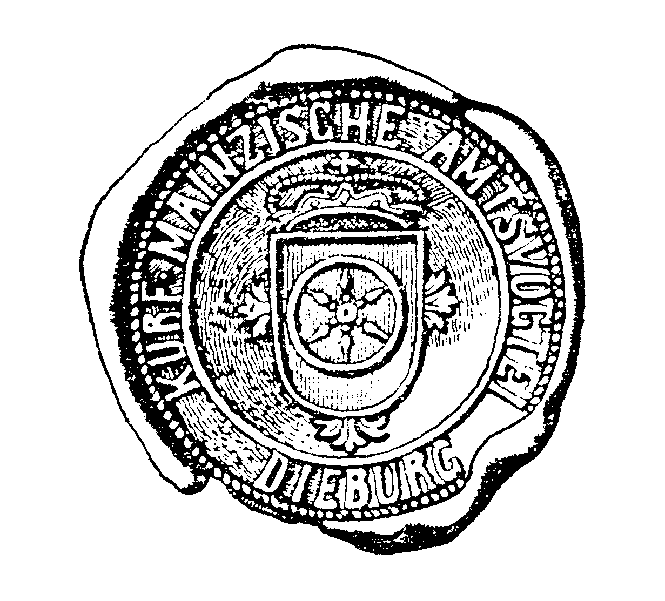
Dieses Dieburger Siegel ist das kurfürstlich Mainzische Amtsvogteisiegel Dieburg. Es befindet sich auf einer Hospitalobligation, die von dem Amtsvogt J. Schwarz am 29. Dezember 1787 ausgestellt wurde.
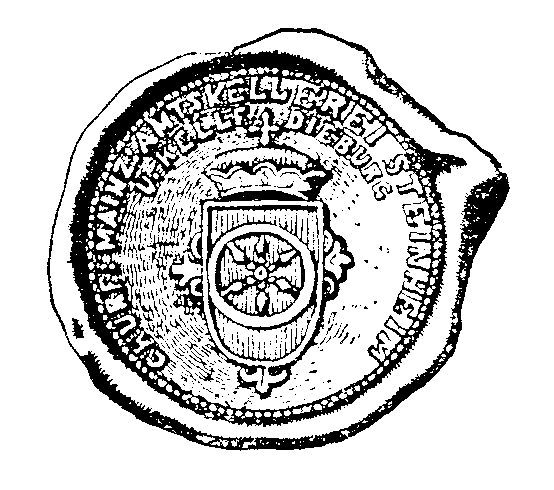
Auch die Abbildung Nr. 9 ist ein staatliches Siegel für eine Dieburger Behörde. Die Unterkellerei Dieburg benutzte es bis zum Zusammenbruch des Kurstaates. Die Umschrift lautet: Churf. Mainz. Amtskellerei Steinheim, Unter Kelle Dieburg.

## Kirchliche Siegel

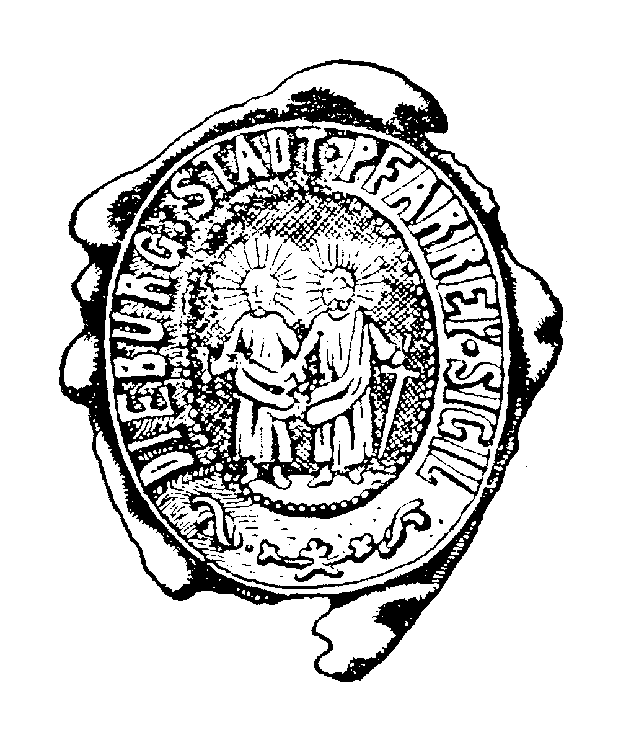
Dieses Dieburger Siegel ist ein Pfarrsiegel, dessen Petschaft noch vorhanden ist. Es stammt aus dem 18. Jahrhundert. Es zeigt die Apostel Petrus und Paulus, die seit vielen Jahrhunderten als Patrone der Pfarrkirche verehrt werden.
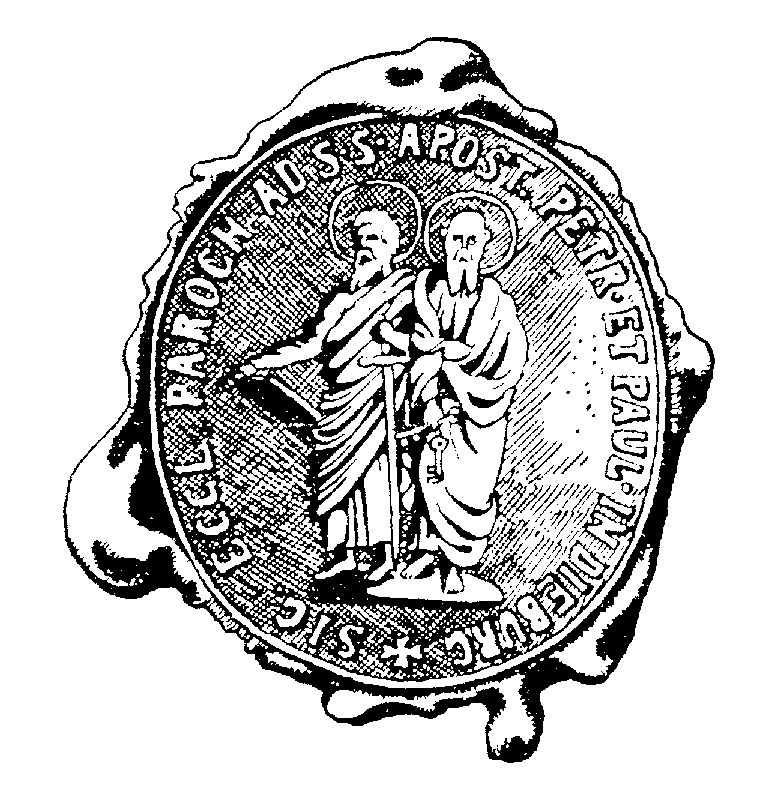
Dieses Dieburger Siegel ist ein Pfarrsiegel, dessen Petschaft noch vorhanden ist. Es stammt aus dem 19. Jahrhundert. Es zeigt die Apostel Petrus und Paulus, die seit vielen Jahrhunderten als Patrone der Pfarrkirche verehrt werden. Die Umschrift lautet auf Deutsch: Siegel der Pfarrkirche zu den hl. Aposteln Petrus und Paulus in Dieburg.
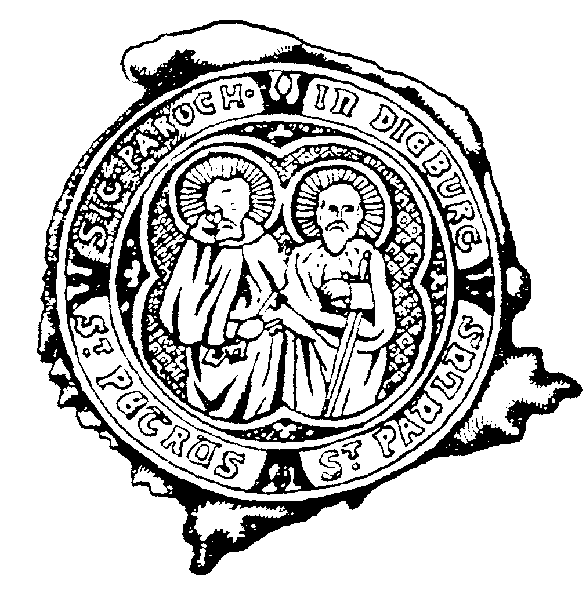
Dieses Dieburger Siegel ist ein Pfarrsiegel, dessen Petschaft noch vorhanden ist. Es zeigt die Apostel Petrus und Paulus, die seit vielen Jahrhunderten als Patrone der Pfarrkirche verehrt werden. Es wurde Anfang des 20. Jahrhunderts von der Pfarrgemeinde verwendet.
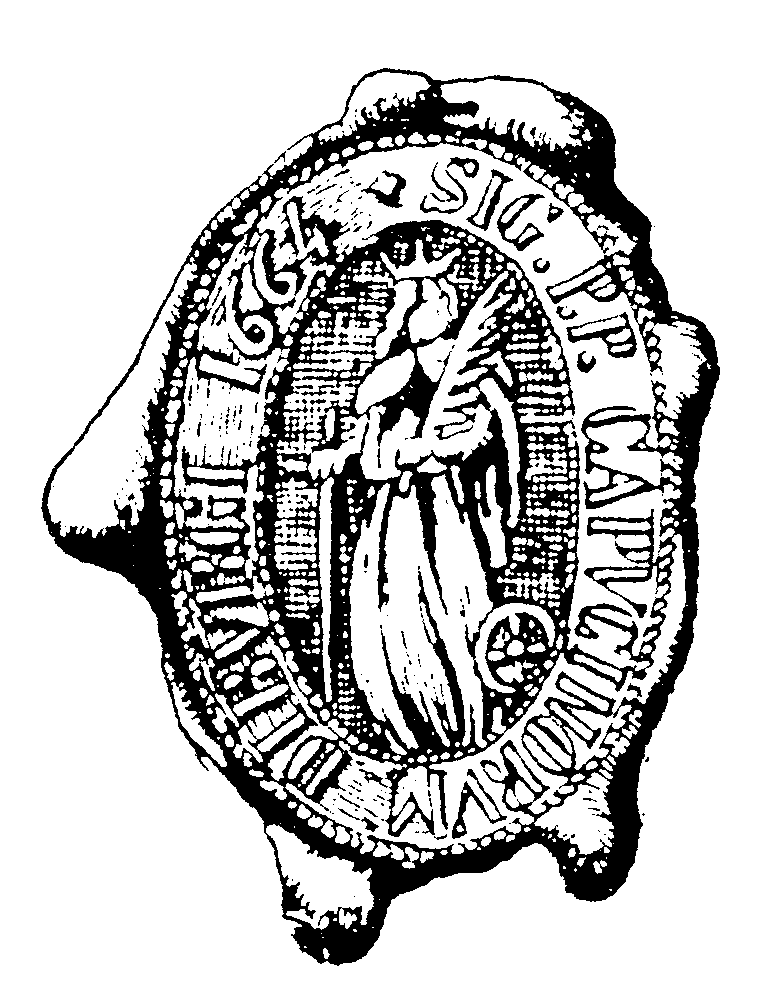
Dieses Siegel stammt aus dem ehemaligen Kapuzinerkloster von Dieburg. Es stellt die hl. Katharina dar, die an Schwert, Rad und Märtyrerpalme leicht zu erkennen ist. Die Umschrift heißt: Sigillum patrum capucinorum Diburgie 1664 d. h. Siegel der Kapuzinerväter in Dieburg. Die Matrize ist, wie es scheint, nicht mehr vorhanden.
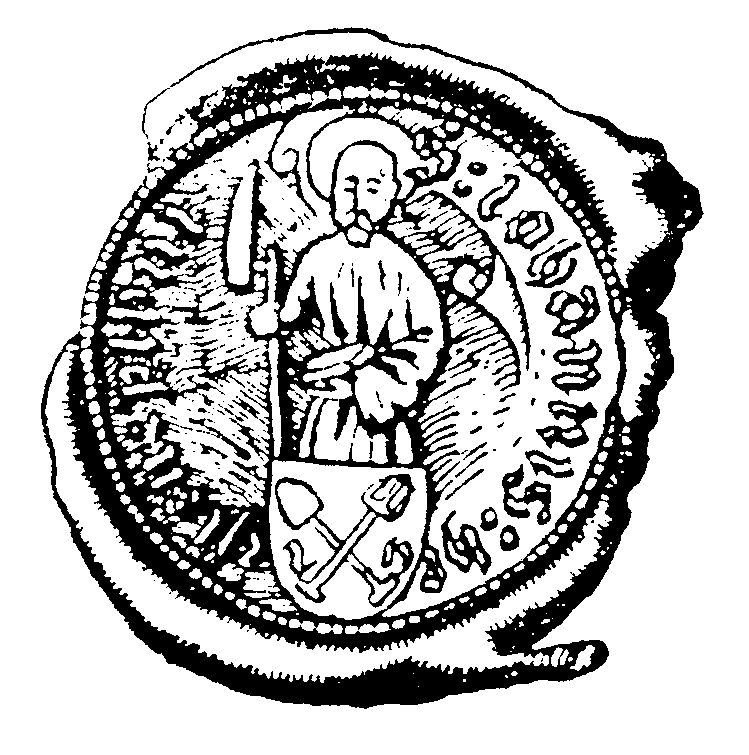
Dieses Siegel ist das älteste bekannte Siegel eines Dieburger Pfarrers. Es stammt aus dem Jahre 1402. Der Name des Pfarrers ist Johann Henle. Die Umschrift lautet: S. (Sigillum) johannis henlen plbni (plebani) d. h. Siegel des Pfarrers Johann Henle. Warum er gerade Gabel und Schippe im Wappen führt und welchen Heiligen das Bild über dem Schildhaupt darstellt, ist unbekannt.

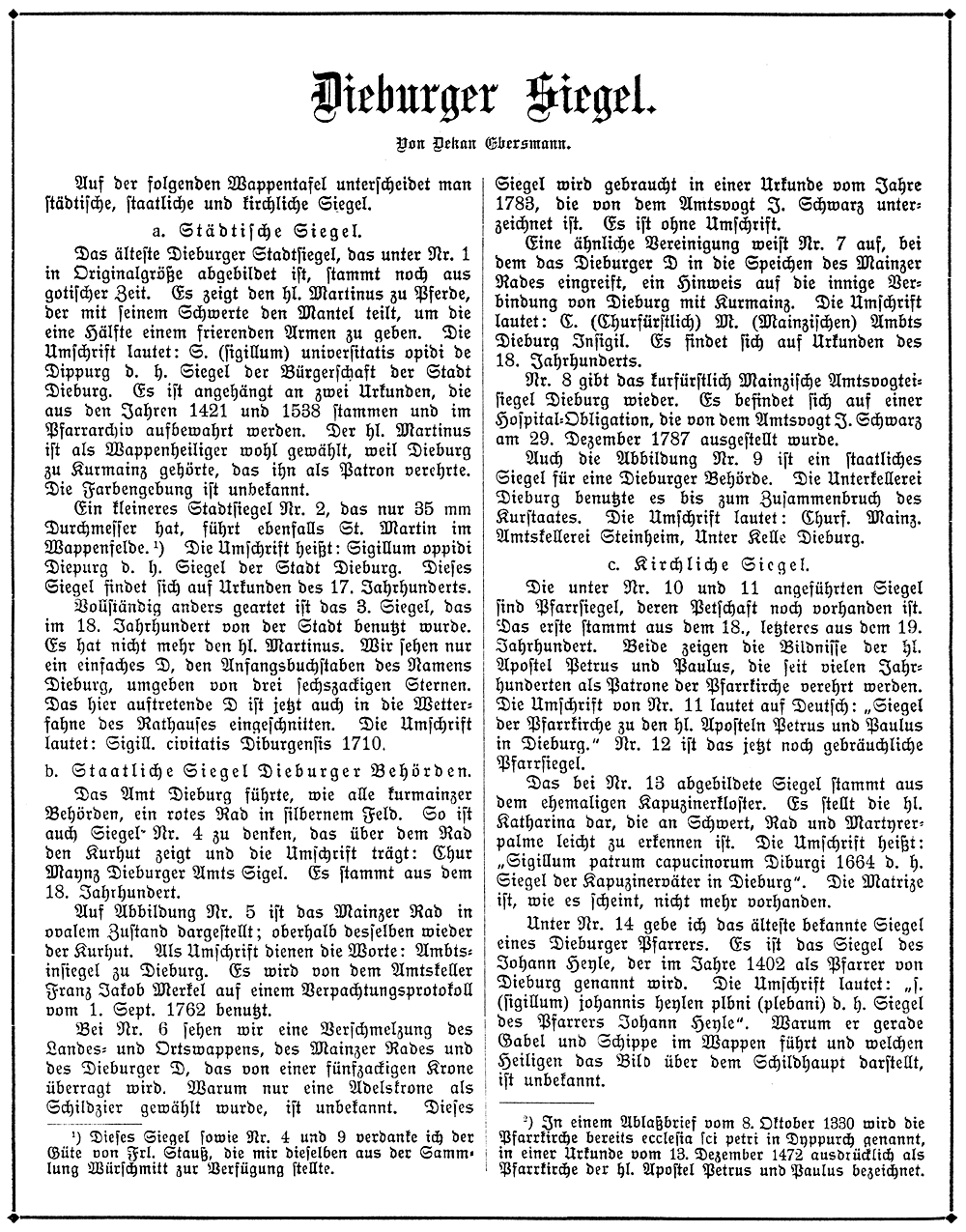
Text von Dekan Jakob Ebersmann aus dem katholischen Kirchenkalender über die Dieburger Siegel